# 臺灣高等法院臺中分院

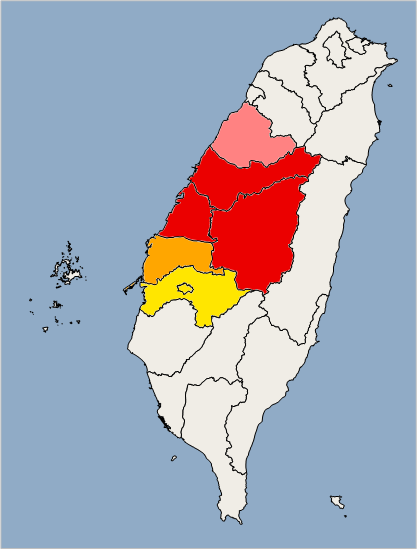
臺灣高等法院臺中分院管轄區域變動圖
■■■1962年11月~1965年12月
■■　1966年 1月~1990年 4月
■　　1990年 5月~1997年12月
■■　1998年 1月至今

臺灣高等法院臺中分院（俗稱臺中高院），是中華民國的二級法院之一，屬於普通法院，行政組織上是臺灣高等法院的一個分院，並受該院之監督；但二者於審級上不相隸屬，各以最高法院為上訴與終審法院。
臺灣高等法院設有臺南、臺中、花蓮、高雄4所分院。因臺中高分院行政組織上是臺灣高等法院的一個分院，審級下轄之所有地方法院在行政上亦不歸臺中高分院管轄，全部隸屬於臺灣高等法院管理。

## 沿革
台灣日治時期，今臺灣高等法院之前身台灣總督府高等法院並無分院之設。二次大戰後，國民政府接收台灣，將臺灣總督府高等法院改制為臺灣高等法院時，首於1947年6月1日設立臺灣高等法院第一分院（後改名為臺灣高等法院臺南分院），分擔高等法院於台灣南部之業務。然台灣中部轄區遼闊，人口眾多，案件亦漸增；而訴訟當事人或關係人因案長途跋涉，或南或北，皆屬不便；因此高等法院遂有於台灣中部設立分院之議。
- 1958年，開始籌劃中部高等法院。
- 1962年11月1日，與臺中高分檢一同成立，起初與臺中地方法院舊院舍合署辦公。成立之初，下級審法院僅有臺中地方法院（原臺灣高等法院本院之轄區，包括今臺中市、彰化縣及南投縣）、嘉義地方法院（原臺南高分院之轄區，包括雲林縣、嘉義縣，嘉義市當時尚為嘉義縣之縣轄市）兩所，惟當時轄區十分廣大，是臺中高分院管轄區最大時期。
- 1963年10月14日，與臺中高分檢遷入位於臺中縣霧峰鄉的新建大樓（今臺中市霧峰區中正路738之1號址）辦公。
- 1964年7月1日，增設雲林地方法院。
- 1966年1月1日，嘉義地方法院（僅轄嘉義縣）改隸臺南高分院，嘉義縣境劃出臺中高分院管轄。
- 1968年10月14日，增設彰化地方法院。
- 1989年，臺中高分院與臺中高分檢又遷回臺中市自由路之台中司法大廈，與臺中地方法院、臺中地方法院檢察署合署辦公。
- 1990年5月1日，雲林地方法院亦改隸臺南高分院，雲林縣境劃出臺中高分院管轄。
- 1994年7月1日，增設南投地方法院。
- 1998年1月1日，增設苗栗地方法院，苗栗縣境由臺灣高等法院本院劃歸臺中高分院管轄。
- 2000年，位於臺中市五權南路與復興路路口之司法新廈落成，臺中高分院遷入與臺中高等行政法院合署辦公。

## 管轄
| 區域 | 備註 |          |
| 土地管轄 | 土地管轄 | 土地管轄 |
| --- | --- | -------- |
| 苗栗縣 臺中市 彰化縣 南投縣 | 總面積約9,216平方公，總人口約508.8萬人（2022年1月）；轄區法院為臺灣苗栗地方法院、臺灣臺中地方法院、臺灣彰化地方法院及臺灣南投地方法院。 |          |
| 事務管轄 | |          |
| 1. 不服地方法院第一審判決之民、刑事訴訟上訴案件。 1. 不服地方法院第一審裁定之抗告案件。 2. 內亂、外患及妨害國交之第一審案件（以本院為第一審）。 3. 其他法律規定之訴訟案件。 | |          |

## 組織[2]

### 審判
- 民事庭
- 刑事庭

### 公設辯護
- 公設辯護人室

### 行政
- 書記處
  - 民事紀錄科
  - 法官助理室
  - 刑事紀錄科
  - 文書科
  - 研考科
  - 總務科
  - 訴訟輔導科
  - 法警室
- 人事室
- 會計室
- 統計室
- 政風室
- 資訊室

### 各委員會
- 法官自律委員會
- 刑事補償事件求償委員會
- 考績委員會
- 甄審委員會
- 國家賠償處理委員會
- 性騷擾申訴處理評議委員會

## 特色[1]
本院轄區廣大，訴訟管轄區域面積達9,216平方公里，約占台灣面積之四分之一，甚至大於臺灣高等法院本院，是中華民國管轄面積最大的二級普通法院。

## 交通[4]

### 臺中市公車
- 台中客運：35、60、82、101、102
- 統聯客運：23
- 中台灣客運：125、281
- 豐榮客運：89
- 中鹿客運：105

### 臺鐵
於台鐵五權車站下車後步行約3分鐘即可抵達。

## 外部連結
臺灣高等法院臺中分院 （页面存档备份，存于）（中文）（英文）